# Prager Vertrag (1973)

Zeitliche Übersicht der Ostverträge, 1963–1973

Der Prager Vertrag (Vertrag über die gegenseitigen Beziehungen zwischen der Bundesrepublik Deutschland und der Tschechoslowakischen Sozialistischen Republik) aus dem Jahr 1973 wurde zwischen der Bundesrepublik Deutschland und der Tschechoslowakei geschlossen. Dieser deutsch-tschechoslowakische Normalisierungsvertrag war Teil der deutschen Ostpolitik, der letzte der Ostverträge, in denen Vereinbarungen über die Nachkriegsgrenzen Deutschlands mit Osteuropa getroffen wurden. Unterzeichnet wurde er am 11. Dezember 1973 (von Seiten Deutschlands von Bundeskanzler Willy Brandt und Außenminister Walter Scheel, von Seiten der ČSSR von Ministerpräsidenten Lubomír Štrougal und Außenminister Bohuslav Chňoupek). Der deutsch-tschechoslowakische Vertrag trat mit der abschließenden Ratifizierung 1974 in Kraft.

## Inhalt
Der Vertrag erklärte die Nichtigkeit des mehrseitigen Münchner Abkommens von 1938 über die Abtretung des Sudetengebietes. Problematische Aspekte, wie die Frage der Entschädigung und Rechte deutscher Vertriebener wurden ausgeklammert.
Im Vertrag beriefen sich die Parteien auf die Charta der Vereinten Nationen und erklärten keinerlei Gebietsansprüche gegeneinander zu haben, bekannten sich zu der Unverletzlichkeit ihrer gemeinsamen Grenzen. Eine zukünftige Zusammenarbeit auf den Gebieten der Wirtschaft, der Wissenschaft, der wissenschaftlich-technischen Beziehungen, der Kultur, des Umweltschutzes, des Sports, des Verkehrs und ihrer sonstigen Beziehungen wurde auch vorgesehen.
Noch an diesem Tag wurden diplomatische Beziehungen zwischen der Bundesrepublik Deutschland und der Tschechoslowakei aufgenommen.

## Verhandlungen
Die Verhandlungen wurden am 12. Oktober 1970 aufgenommen. Prag forderte der Ulbricht-Doktrin folgend zunächst die Aufnahme beider deutscher Staaten in die UNO und die vorbehaltlose Anerkennung der DDR. Außerdem beharrte Prag darauf, das Münchner Abkommen von 1938 sei „von Anfang an“ und entsprechend zu annullieren. Erst zwei Jahre später ging die tschechoslowakische Seite in der ausschlaggebenden Frage der Ungültigkeit des Münchner Abkommens von der ex-tunc-Formel zur Nullitätsformel über. In drei weiteren Verhandlungsrunden von April bis Mai 1973 wurden schließlich Formulierungen gefunden, die die Nichtigkeit des Abkommens für beide Seiten akzeptabel erklärten. Am 20. Juni 1973 wurde der Vertrag in Bonn paraphiert. Danach traten aber wieder Meinungsverschiedenheiten auf, diesmal in der Frage der Vertretung West-Berlins durch die Bundesrepublik Deutschland. In zwei weiteren Gesprächsrunden im August 1973 gelang es nicht, sie auszuräumen. Strittige humanitäre Fragen und die West-Berlin-Frage wurden schließlich mit einem Briefwechsel von Bundeskanzler Willy Brandt und Außenminister Walter Scheel gelöst, der die Vereinbarungen des Vertrags ergänzte. Am 11. Dezember 1973 konnte der Vertrag schließlich unterzeichnet werden.

## Folgen
Der Prager Vertrag stieß seinerzeit auf Widerstand und Enttäuschung bei der Sudetendeutschen Landsmannschaft und führte zu einer Welle von Parteiaustritten.
Im Vertrag zwischen der Bundesrepublik Deutschland und der Tschechischen und Slowakischen Föderativen Republik über gute Nachbarschaft und freundschaftliche Zusammenarbeit von 1992 wurde der Prager Vertrag von 1973 „auch hinsichtlich einer Nichtigkeit des Münchener Abkommens vom 29. September 1938“ bestätigt.